# Thomas A. Seidel

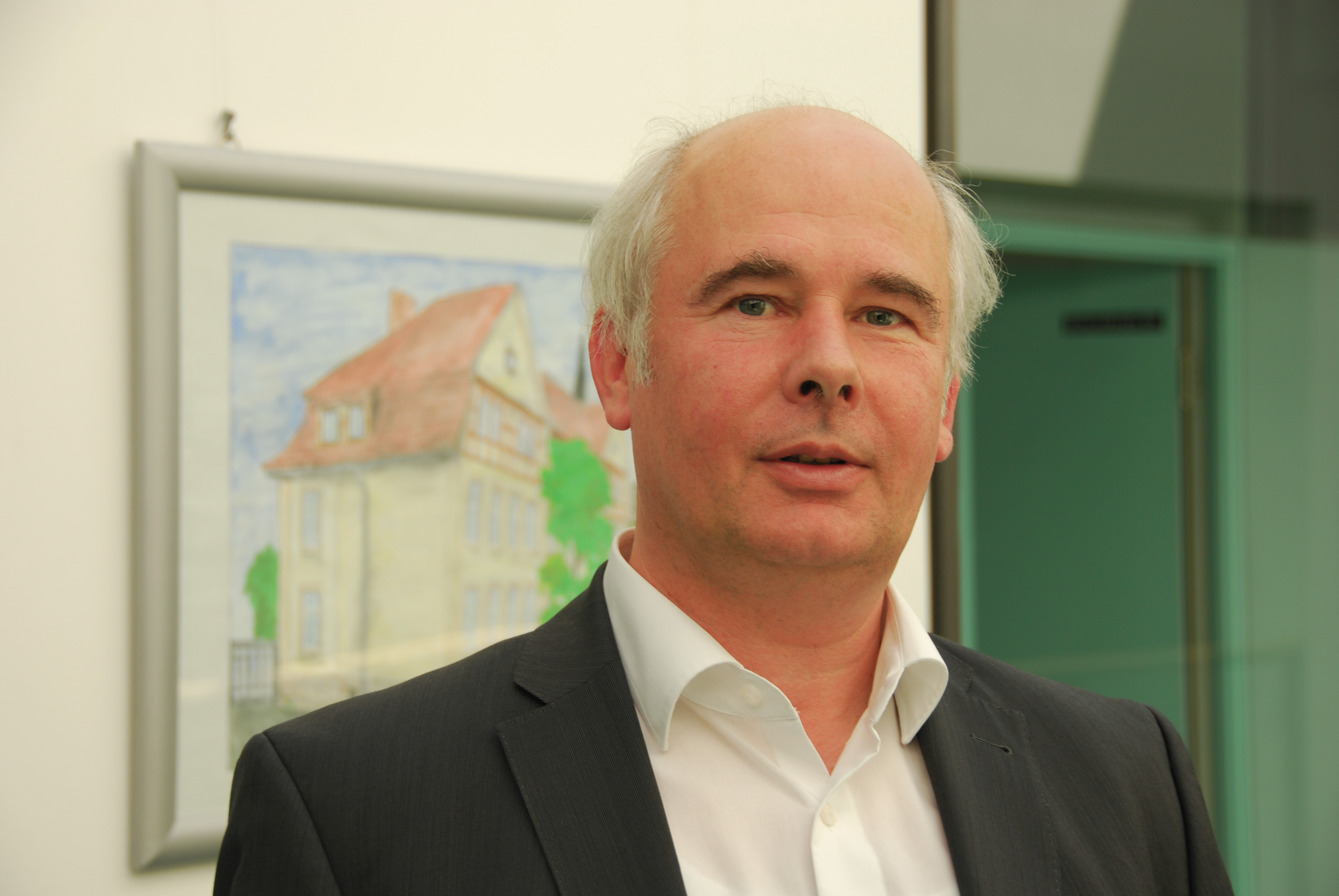
Thomas A. Seidel, 2013

Thomas A. Seidel (* 15. September 1958 in Neukirchen/Pleiße) ist ein deutscher evangelischer Theologe, Historiker, Autor und Publizist. Er ist seit 2010 Oberkirchenrat und war Beauftragter der Thüringer Landesregierung zur Vorbereitung des Reformationsjubiläums Luther 2017 sowie Autor und Herausgeber von zahlreichen Artikeln und Büchern zur Kirchengeschichte, zur kirchlichen Zeitgeschichte und zu theologisch-philosophischen sowie politischen Themen. Ab 2007 war er Geschäftsführender Vorstand und ab November 2019 bis zu seinem Ausscheiden im November 2023 Vorstandsvorsitzender der Internationalen Martin Luther Stiftung. Im November 2018 übernahm Seidel die Leitung der Diakonenausbildung am Eisenacher Diakonischen Bildungsinstitut Johannes Falk (dbi).

## Leben
Thomas A. Seidel wurde als erster Sohn eines Elektro-Meisters und einer Textilarbeiterin geboren. Nachdem ihm trotz seines sehr erfolgreichen Schulabschlusses (Klassenbester seines Jahrganges) an der polytechnischen Oberschule in Werdau (Sachsen) eine Bewerbung für eine Abiturklasse aus politischen Gründen verweigert wurde, absolvierte er von 1975 bis 1977 eine Ausbildung als Elektromonteur im VEB Kombinat Starkstromanlagenbau Leipzig-Halle. Von 1979 bis 1986 studierte er evangelische Theologie am Theologischen Seminar (Kirchliche Hochschule) Leipzig. Sein Vikariat absolvierte er 1986 bis 1988 in Ollendorf (Thüringen). Am 6. November 1988 wurde er in der St. Georgenkirche in Eisenach ordiniert. Ab 1. Januar 1989 war er als Gemeinde- und Kreisjugendpfarrer im Kirchspiel Ollendorf tätig.
Am 3. März 1990 wurde er zum (nebenamtlichen) Geschäftsführer des Kuratoriums Schloss Ettersburg/Weimar gewählt und war in dieser Eigenschaft (bis Januar 1993) durch die Thüringer Landesregierung zum Leiter des Projektes einer künftigen Europäischen Kultur- und Bildungsstätte Schloss Ettersburg bestellt. Seit 1. Februar 1994 war er Studienleiter für Geschichte und Politik an der Evangelischen Akademie Thüringen (zu 75 %) und Gemeindepfarrer in Ollendorf (25 %). Von 1996 bis 2005 war er Direktor der Evangelischen Akademie Thüringen. 2002 promovierte er zum Thema Kirchliche Neuordnung in Thüringen – Studien zu einer mitteldeutschen Landeskirche im Übergang der Diktaturen 1945 bis 1950 bei Kurt Nowak an der Universität Leipzig; diese Dissertation erschien Ende 2003 beim Kohlhammer Verlag Stuttgart unter dem Titel „Im Übergang der Diktaturen. Eine Untersuchung zur kirchlichen Neuordnung in Thüringen 1945–1951“. 2005 wurde er zum Kirchenrat ernannt und war von 2005 bis 2010 Beauftragter der evangelischen Kirchen bei Landtag und Landesregierung in Thüringen. Von 2007 bis 2023 war er Geschäftsführender Vorstand der Internationalen Martin Luther Stiftung. Den Titel Oberkirchenrat trägt er seit 2010. Ab September 2010 war er zudem Beauftragter der Thüringer Landesregierung zur Vorbereitung des Reformationsjubiläums Luther 2017. Vom 1. November 2018 bis zum 31. Dezember 2024 war er Leiter der Diakonenausbildung am Eisenacher Diakonischen Bildungsinstitut Johannes Falk. Seit dem 1. Januar 2025 ist Seidel Pfarrer i. R.
Am 11. Januar 2023 wurde Seidel im Erfurter Augustinerkloster durch den Thüringer Ministerpräsidenten Bodo Ramelow das „Verdienstkreuz am Bande der Bundesrepublik Deutschland“ (mit Urkundedatum des Bundespräsidenten vom 12. Juli 2022) überreicht.
Er ist seit 1983 mit Cornelia Seidel verheiratet (Gründungspriorin des Collegiatstifts St. Peter & Paul zu Erfurt, 2009); sie haben zwei Kinder und vier Enkelkinder. Er lebt mit seiner Frau seit 2025 in der „Collegiatsgemeinschaft im Weinberg“ in Plaue-Kleinbreitenbach und in Schweden.
Im Jahr 2023 gab er zusammen mit dem Essayisten und Publizisten Sebastian Kleinschmidt in der Evangelischen Verlagsanstalt (EVA) den Sammelband „Angst, Politik, Zivilcourage. Rückschau auf die Corona-Krise“ heraus, der von den Theologen Kristin Merle und Hans-Ulrich Probst als passagenweise demokratiefeindlich und antisemitisch kritisiert wurde. Das Gemeinschaftswerk der Evangelischen Publizistik (GEP) als Mehrheitsgesellschafter der EVA nahm es daraufhin wieder vom Markt, was in der Geschichte des Unternehmens bis dahin einzigartig war. Die Depublikation rief scharfe Proteste hervor. In der Online-Ausgabe der Berliner Zeitung vom 26. Dezember 2023 haben der Theologe Detlef Hiller und die Journalistin Doris Weilandt in einem Offenen Brief die in der Pressemitteilung des GEP erhobenen und sich auf die Rezension von Merle und Probst stützenden Vorwürfe als verleumderisch zurückgewiesen. Da die EVA eine zunächst erwogene revidierte 2. Auflage des Bandes ablehnte, haben die Herausgeber bei SCM R. Brockhaus im Mai 2025 eine grundlegend überarbeitete und erweiterte Neuausgabe unter dem Titel „Angst, Glaube, Zivilcourage. Folgerungen aus der Corona-Krise“ veröffentlicht.

## Politische Positionen
Seidel ist als Spiritual ein Mitglied der Leitungsebene der Evangelischen Bruderschaft St. Georgs-Orden in Erfurt. In dieser Funktion kritisierte Seidel z. B. „turbokapitalistische, massenmediale Formen totalitärer Gleichschaltung“. Im April 2019 wurde er auf ihrem Konvent in Erfurt in das Amt des Großkomturs gewählt.

## Ehrenamtliches Engagement/Mitgliedschaften
- seit 1987 Mitglied im Arbeitskreis Solidarische Kirche (AkSK)
- seit 1989 Mitglied im Neuen Forum
- 1989 Mitbegründer einer SPD-Ortsgruppe in Ollendorf/Thüringen (SPD-Mitglied bis 2005)
- seit 1990 Geschäftsführendes Vorstandsmitglied des Kuratoriums Schloss Ettersburg e.V./Weimar
- 1995–2010 Beiratsmitglied der Stiftung zur Aufarbeitung der SED-Diktatur/Berlin
- 1997–2005 Vorsitzender des Forums Offene Kirche in Thüringen.
- 1998–2021 Vorstandsvorsitzender der Gesellschaft für Thüringische Kirchengeschichte e.V.
- 2000–2005 Vorsitzender der Kammer für Arbeit und Wirtschaft der Ev.-Luth. Kirche in Thüringen
- 2002–2011 Kuratoriumsvorsitzender der Evangelischen Erwachsenenbildung in Thüringen
- 2007–2018 Geschäftsführender Vorstand der Internationalen Martin Luther Stiftung, seit 2019 Vorstandsvorsitzender
- 2009–2011 Vorstandsvorsitzender des Fördervereins des Collegiatstifts St. Peter & Paul e.V./Erfurt
- 2009–2011 Mitglied im Vorstand des Bonhoeffer-Haus e.V., seit 2018 Vorstandsvorsitzender[10]
- seit 2014 Vorstandsvorsitzender der Stiftung christliche Collegiate (SCC)

## Schriften
Seit 1990 erschienen von Thomas A. Seidel diverse Publikationen zur DDR-Geschichte, zur kirchlichen Zeitgeschichte und theologischen sowie politischen Themen:

### Als Autor
- Thüringer Weg und Thüringer Initiative. Eine Regionalgruppe der Solidarischen Kirche am Ende der DDR. In: Die Solidarische Kirche in der DDR. Erfahrungen, Erinnerungen, Erkenntnisse, hg. v. Joachim Goertz, Berlin 1999, S. 35–54.
- Deutsch-christliche Hypothek und Neuordnungskompromisse. Die evangelische Kirchgemeinde Jena nach 1945. In: Macht und Milieu. Jena zwischen Kriegsende und Mauerbau, Rudolstadt 2000, S. 103–133.
- Paul Dahinten und seine Chronik des Thüringer Pfarrervereins: historische Anmerkungen zu einem liberalen Theologen. In: Vestigia pietatis. Studien zur Geschichte der Frömmigkeit in Thüringen und Sachsen, Leipzig 2000, S. 267–286.
- Im Übergang der Diktaturen. Eine Untersuchung zur kirchlichen Neuordnung in Thüringen 1945–1951. Stuttgart 2003 (Dissertation).
- Das hervorragende Merkmal der Stadt. Die Zerstörung der Jenaer Stadtkirche St. Michael im Zweiten Weltkrieg und ihr Wiederaufbau nach 1945. In: Inmitten der Stadt – St. Michael in Jena, hg. v. Volker Leppin und Matthias Werner, Petersberg 2004, S. 195–233.
- Die Theo-Logik der Ergriffenheit – Paulus und Römer 13. In: Gott mehr gehorchen als den Menschen – Christliche Wurzeln, Zeitgeschichte und Gegenwart des Widerstands, hg. v. Martin Leiner, Hildigund Neubert, Thomas A. Seidel und Ulrich Schacht, Göttingen 2005, S. 49–65.
- Oberkirchenrat Erich Hertzsch und die Kirchenpolitik der SED. In: Staat und Kirche in Thüringen – Kontinuität und Wandel, Schriftenreihe des Landtags, Weimar 2005, S. 227–250.
- Laboratorium europäischer Kultur – >Kulturwerkstatt Schloss Ettersburg<. In: Schloss Ettersburg. Ein Laboratorium europäischer Kultur, Jena 2006, S. 146–156.
- Die heilige Elisabeth in Erfurt. Eine historische und sakralkünstlerische Spurensuche. Erfurt 2007, S. 9–23.
- Die >Entnazifizierungsakte Grundmann<. Anmerkungen zur Karriere eines vormals führenden DC-Theologen. In: Walter Grundmann. Ein Neutestamentler im Dritten Reich, hg. v. Roland Deines, Volker Leppin und Karl-Wilhelm Niebuhr. Leipzig 2007, S. 349–369.
- Lefflers Beichte – Anmerkungen zur „Vergangenheitsbewältigung“ in der Thüringer evangelischen Kirche nach 1945. In: „…mitten im deutschen Volke“. Buchenwald, Weimar und die nationalsozialistische Volksgemeinschaft, hg. v. Volkhard Knigge und Imanuel Baumann, Göttingen 2008, S. 134–149.
- Die evangelische Kirche, In: Thüringen. Eine politische Landeskunde, hg.v. Karl Schmitt, Baden-Baden 2010, S. 213–235.
- Sechzehn Theologische Miniaturen. In: Unterwegs zu Luther. Weimar und Eisenach 2010.
- Maria. Gottesmutter und Seelenbraut. Eine bildtheologische Annäherung in evangelischer Perspektive. In: Maria. Evangelisch. Leipzig 2011, S. 19–41.
- Lindenhayn. Ein studentisches Wohngemeinschaftsidyll. In: Eine Insel im roten Meer. Erinnerungen an das Theologische Seminar Leipzig. Leipzig 2017, S. 188–196.
- Schillers Schädel. Goethes Todesangst und einige kunstreligiöse Folgewirkungen. In: Tod, wo ist dein Stachel? Todesfurcht und Lebenslust im Christentum. GEORGIANA 2. Leipzig 2017. S. 111–130.
- In hoc signum vincet. Kulturgeschichtliche und theologische Anmerkungen zur Bedeutung des Kreuzes. In: Würde oder Willkür. Theologische und philosophische Voraussetzungen des Grundgesetzes. Hg. von Thomas A. Seidel und Ulrich Schacht (+), GEORGIANA 3. Leipzig 2019, S. 130–180.
- Humanität, Humanismus und die Entdeckung der Menschlichkeit. In: Coram Deo versus Homo Deus. Christliche Humanität statt Selbstvergottung. Hg. von Thomas A. Seidel und Sebastian Kleinschmidt, GEORGIANA 6. Leipzig 2021, S. 13–75.
- „Wer die Jugend hat, hat die Zukunft“. Max Greil und der Kulturkampf in Thüringen 1921-1924. In: 100 Jahre evangelische Landeskirche in Thüringen. Hg. von Sebastian Kranich, epd-Dokumentation 14-15/2021, Frankfurt a. M., S. 36–42.
- Im schwedischen Paradies. In: Wegmarken und Widerworte. Ulrich Schacht zum 70. Geburtstag. Hg. von Thomas A. Seidel und Sebastian Kleinschmidt. GEORGIANA 5. Leipzig 2021, S. 239–244.
- Dietrich Bonhoeffer. Stationen auf dem Weg der Freiheit, in: Angst, Politik, Zivilcourage: Rückschau auf die Corona-Krise, hg.v. Thomas A. Seidel und Sebastian Kleinschmidt, Leipzig 2023, S. 214–227.
- Maria (Mutter Jesu) - II. kirchen- und theologiegeschichtlich, in: Evangelischen Lexikon für Theologie und Gemeinde (Neuausgabe, ELKThG², Bd. 3, L-R, SCM R. Brockhaus, Holzgerlingen 2024, S. 410–415)
- Vom Unheil der Heilsgeschichte. Karl Löwith und die theologische Urteilskraft in der Postmoderne, in: Bild der Welt und Geist der Zeit. Dem Zerfall von Kirche und Gesellschaft begegnen, hg. von Sebastian Kleinschmidt, Friedemann Richert und Thomas A. Seidel, Leipzig, 2024, S. 279–324.
- Die Anna Amalia brennt. Rückblick auf eine Katastrophe und ein deutsch-deutsches Wunder, in: CATO. Magazin für neue Sachlichkeit, Berlin, Heft 5/2024, S. 72–77.
- Kloster, Evangelisch. Zur missionarischen Berufung und Aufgabe geistlicher Gemeinschaften heute, in: Festschrift 800 Jahre Kloster Dambeck, hg.v. Jens Binfet, i. A. der Stiftung Kloster Dambeck, S. 41–49.
- Todesangst und Auferweckungshoffnung. Ein lutherisches Votum, in: Angst, Glaube, Zivilcourage: Folgerungen aus der Corona-Krise, hg.v. Thomas A. Seidel und Sebastian Kleinschmidt, Holzgerlingen 2025, S. 177–196.

### Als Herausgeber
- Vernichtung durch Fortschritt, am Beispiel der Raketenproduktion im Konzentrationslager Mittelbau-Dora, Berlin – Bonn 1995.
- Die unverkrampfte Nation, Sammelband mit Beiträgen von Roman Herzog, Joachim Gauck, Bernhard Vogel, Hildegard Hamm-Brücher u. a., Jena 1996.
- Mit Volkhard Knigge und Jürgen Maria Pietsch: Versteinertes Gedenken. Das Buchenwalder Mahnmal von 1958, Leipzig 1997.
- Thüringer Gratwanderungen. Beiträge zur fünfundsiebzigjährigen Geschichte der evangelischen Landeskirche Thüringens, Leipzig 1998.
- Vom „Untergang des Abendlandes“ zum Aufstieg des „Dritten Reiches“, Weimar 1999.
- Gottlose Jahre? Rückblicke auf die Kirche im Sozialismus der DDR, Leipzig 2002.
- Mit Marie Hanusch (Hg.): Es wird Zeit, dass wir leben – Ein Rolf-Hanusch-Lesebuch, Leipzig 2005.
- Mit Justus Ulbricht (Hg.): Schloss Ettersburg. Ein Laboratorium europäischer Kultur, Jena 2006.
- Mit Lothar Schmelz (Hg.): Die heilige Elisabeth in Erfurt. Eine historische und sakralkünstlerische Spurensuche. Erfurt 2007.
- Luther Bevier. Worte für jeden Tag/ Luther´s Beviary. A meditation für each day of the year. Deutsch/Englisch, Weimar 2007.
- Mit Heinz Stade: Unterwegs zu Luther. Weimar und Eisenach 2010.
- Mit Heinz Stade: In the Footsteps of Martin Luther. Weimar und Eisenach 2010.
- Mit Ulrich Schacht (Hg.), Maria. Evangelisch. Leipzig 2011.
- Mit Christopher Spehr (Hg.): Das evangelische Pfarrhaus. Mythos und Wirklichkeit. Leipzig 2013.
- Mit Fotografien von Jürgen M. Pietsch (Hg.): EVANGELISCH? 95 Antworten – 95 Porträts. Holzgerlingen 2015.
- Mit Ulrich Schacht (Hg.): „…wenn Gott Geschichte macht!“ 1989 contra 1789. GEORGIANA 1. Leipzig 2015.
- Melanchthon, der Papst und die Ökumene. Weimar 2016.
- Mit Heinz Stade (Hg.): Unterwegs zu Luther. Das Reisebuch. Weimar 2016.
- Mit Wolfgang Ratzmann (Hg.): Eine Insel im roten Meer. Erinnerungen an das Theologische Seminar Leipzig. Leipzig 2017.
- Mit Ulrich Schacht (Hg.): Tod, wo ist dein Stachel? Todesfurcht und Lebenslust im Christentum. GEORGIANA 2. Leipzig 2017.
- Martin Luther. »Aus Liebe zur Wahrheit…« Die 95 Thesen. Faksimile-Nachdruck der Originalausgabe von 1517. Frankfurt a. M. 2017.
- Mit Bernd Oberdorfer, Stefan Rhein (Hg.): Reformation heute (5 Bände). Leipzig 2014–2018.
- Mit Annette Seemann und Thomas Wurzel (Hg.): Die Reformationsdekade „Luther 2017“ in Thüringen. Dokumentation, Reflexion. Perspektive, Leipzig 2018.
- Mit Ulrich Schacht+ (Hg.): Würde oder Willkür. Theologische und philosophische Voraussetzungen des Grundgesetzes. GEORGIANA 3. Leipzig 2019.
- Mit Axel Noack, Die Evangelische Kirche in Mitteldeutschland. Schlaglichter der Kirchengeschichte vom frühen Mittelalter bis heute. Weimar 2021.
- Mit Sebastian Kleinschmidt: Wegmarken und Widerworte. Ulrich Schacht zum 70. Geburtstag. GEORGIANA 5. Leipzig 2021, ISBN 978-3-374-06733-6.
- Mit Sebastian Kleinschmidt: Coram Deo versus Homo Deus. Christliche Humanität statt Selbstvergottung. GEORGIANA 6. Leipzig 2021.
- Mit Sebastian Kleinschmidt: Im Anfang war das Wort. Sprache, Politik, Religion. GEORGIANA 7. Leipzig 2022.
- Mit Sebastian Kleinschmidt: Angst, Politik, Zivilcourage: Rückschau auf die Corona-Krise. GEORGIANA 8. Evangelische Verlagsanstalt, Leipzig 2023, ISBN 978-3-374-07463-1.
- Mit Sebastian Kleinschmidt und Friedemann Richert (Hrsg.), Bild der Welt und Geist der Zeit. Dem Zerfall von Kirche und Gesellschaft begegnen, Evangelische Verlagsanstalt, Leipzig 2024.
- Mit Sebastian Kleinschmidt: Angst, Glaube, Zivilcourage: Folgerungen aus der Corona-Krise. Holzgerlingen 2025.

## Rezeption
In ihrer Rezension von Würde oder Willkür – Theologische und philosophische Voraussetzungen des Grundgesetzes (2019) empfiehlt Vera Lengsfeld den Band als „spannende Lektüre“. Der Sammelband dokumentiere, dass Thomas A. Seidel nach dem Tod des Mitherausgebers Ulrich Schacht „den Staffelstab würdig aufgenommen“ habe. Seidels Beitrag In hoc signo vinces. Kulturgeschichtliche und theologische Anmerkungen zur Bedeutung des Kreuzes. hebt die Rezensentin als einer eingehenden Betrachtung würdig hervor. Der Aufsatz zeige, wie sehr sich der Westen von der christlichen Tradition entfernt habe. In der Deutschen Richterzeitung bezeichnet Urban Sandherr, Richter am Kammergericht, den Band dagegen als „Etikettenschwindel“, da er sich nur in geringem Umfang mit dem Grundgesetz beschäftige. Vielmehr seien die einzelnen Beiträge durch eine gemeinsame Haltung verbunden: die Opposition gegen einen „hypermoralisch-säkularen Zeitgeist“. Es handle sich um „politisch gestriges Kompendium“. Seidel spiele in seinem Beitrag In hoc signo vinces „eine harmlose Episode“ zum Skandalon hoch und verlasse im Folgenden den „Boden jeder sachlichen Befassung“. Im Unterschied zu Sandherr attestiert Thomas Zippert in seiner Rezension dieses Bandes und des Artikels von Seidel für das Deutsche Pfarrerblatt, dass „Seidels Kulturgeschichte des Kreuzessymbols“ bis hinein in aktuelle Debatten (Kreuzerlass in Bayern, Nutzung des Kreuzessymbols durch den IS u. a.). wegen seines „Perspektivenreichtums sehr lesenswert“ sei. Dieser Text zeige nicht nur „unsere Ambivalenzen im Umgang mit diesem Kreuz-Symbol (am Beispiel Goethe, Nietzsche, Gudrun Ensslin)“, sondern er erweitere „auch die Möglichkeiten, es gegen eine „Kruzi-Fixierung“ (159) in der Vielfalt seiner Varianten und anderer Symbole des Christlichen neu zu nutzen und einzusetzen“.